# Lepidonia mexicana
Lepidonia mexicana là một loài thực vật có hoa trong họ Cúc. Loài này được (Less.) H.Rob. & V.A.Funk mô tả khoa học đầu tiên năm 1987.